# La Chapelle-Huon
La Chapelle-Huon là một xã thuộc tỉnh Sarthe trong vùng Pays-de-la-Loire tây bắc nước Pháp. Xã này có diện tích 18,7 km2, dân số năm 2006 là 525 người.